# Krzesanica

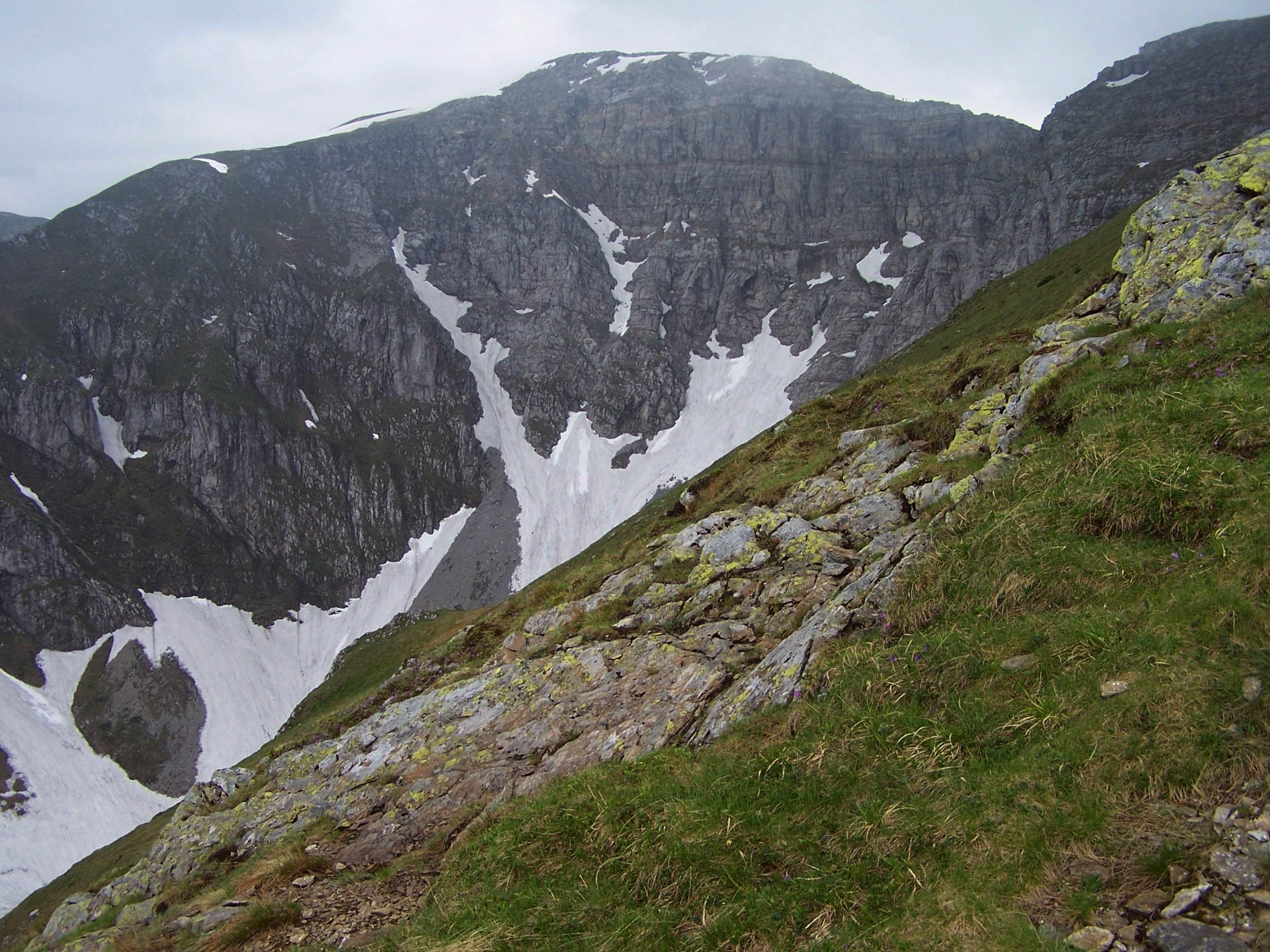
Krzesanica, widok z grzbietu Ciemniaka

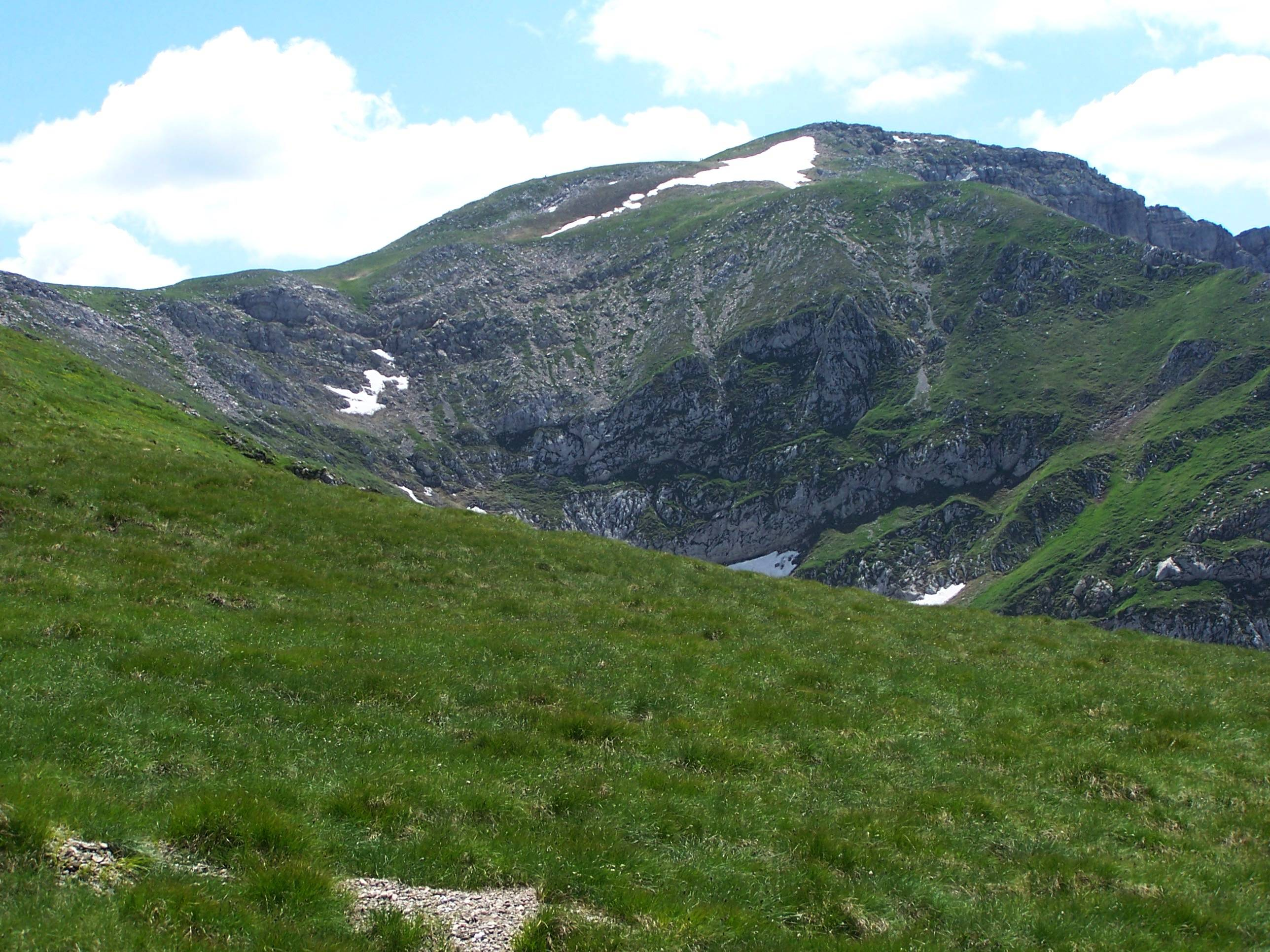
Krzesanica, widok z Czerwonego Grzbietu

Krzesanica (słow. Kresanica, 2122 m) – szczyt w grani głównej Tatr Zachodnich, najwyższy szczyt Czerwonych Wierchów.

## Topografia
Krzesanica wznosi się nad polską Doliną Miętusią i słowacką Doliną Cichą. Od wschodu sąsiaduje z Małołączniakiem (2096 m), oddzielona od niego Litworową Przełęczą (2036 m), od zachodu z Ciemniakiem (2097 m), oddzielona Mułową Przełęczą (2064 m). Po szczytach tych i przełęczach biegnie granica polsko-słowacka.
Nazwa szczytu pochodzi od północnej ściany zwanej krzesaną. Walery Eljasz-Radzikowski w 1891 r. pisał o niej: „Krzesanica ze ścianą od północy gdyby skrzesaną i stąd tak nazwana”. Szczyt Krzesanicy to niemal pozioma, kamienista platforma o długości około 100 m. Na północną stronę opada do Mułowego Kotła ścianą o wysokości około 200 m, na południe łagodnym, trawiastym zboczem. Odchodzą od niej dwie granie boczne:
- Rozpadła Grań wrastająca w południowe zbocze. Oddziela Świstówkę Liptowską od Dolinki Rozpadłej
- północna grań Krzesanicy oddzielająca Dolinę Mułową od Doliny Litworowej. Jej zwornik znajduje się około 50 m na wschód od wierzchołka Krzesanicy[5].

## Geologia
Zbudowana jest z dolomitów z przeławiceniami wapieni wieku środkowotriasowego i jest najwyższym polskim szczytem zbudowanym z takich skał. W ścianach południowych, po słowackiej stronie odkryto ok. 50 jaskiń, najgłębsze z nich mają 166 m. Na wysokości 2110 m znajduje się otwór jaskini Szczelina w Krzesanicy II, będącej najwyżej położoną jaskinią Tatr Zachodnich. W jej pobliżu są jaskinie: Szczelina w Krzesanicy I i Szczelina w Krzesanicy III. Natomiast w północnej ścianie znajdują się jaskinie: Dziura w Krzesanicy I i Dziura w Krzesanicy II

## Przyroda
Szczeliny skalne porasta ciekawa flora roślina wapieniolubnych. Jak podają Kazimierz Zarzycki i Zofia Zwolińska, na szczycie rosną takie rośliny, jak: lepnica bezłodygowa, dzwonek alpejski, kuklik górski, tojad mocny, wierzba zielna i żyłkowana, omieg kozłowiec, dębik ośmiopłatkowy, sasanka alpejska, jaskier alpejski, mak tatrzański oraz 7 gatunków skalnic. Zdarzają się i rośliny kwasolubne, normalnie występujące tylko na granitowym podłożu (np. sit skucina), a to wskutek tego, że miejscami wapienie pokryte są cienką warstwą kwaśnej gleby powstałej na zwietrzelinie. Z rzadkich w Polsce roślin występujących tylko w Tatrach, i to na nielicznych stanowiskach rosną tutaj: głodek kutnerowaty, goryczuszka lodnikowa, mietlica alpejska, sybaldia rozesłana, skalnica zwisła, babka górska, rogownica szerokolistna, szarota Hoppego, mak alpejski.

## Turystyka
Czerwone Wierchy od dawna były często wybieranym celem wycieczek z Zakopanego, a najwyższa z nich Krzesanica słynęła z pięknej, dookolnej panoramy. Przywoływali ją w swoich relacjach już w XIX w. Maria Steczkowska („Obrazki z podróży do Tatrów i Pienin”, 1858), Eugeniusz Janota („Przewodnik w wycieczkach na Babią Górę, do Tatr i Pienin”, 1860), Walery Eljasz-Radzikowski („Illustrowany przewodnik do Tatr, Pienin i Szczawnic”, 1870) czy Karl Kolbenheyer („Die Hohe Tatra”, 1876). W wydanym w roku 1880 I. tomie „Słownika geograficznego Królestwa Polskiego i innych krajów słowiańskich” Bronisław Gustawicz przy haśle „Czerwone Wierchy” pisał o Krzesanicy: Cudny tu widok. Od północy w dali Beskid z Babią Górą, a tuż u stóp stromo spadająca dolina Miętusia, rozdzielająca się tutaj na dwa ramiona, zachodnie doliną Mułową, wschodnie doliną Litworową zwane. Na zachodzie zaś widać górną część doliny Kościeliskiej, na południu podłużną dolinę Cichej, za nią Koprowę Wielką, a w dali Krywań z liptowskiemi turniami, na wschodzie wreszcie dumną Świnnicę, Świstówkę, Mięguszowiecką, Rysy, Gierlach, najwyższy szczyt Tatr, Polski Grzebień i Lodowy itd.
W XX w. zaczęto odwiedzać szczyt również zimą. Pierwsze odnotowane zimowe wejście na szczyt miało miejsce w 1908 r. Również według Mieczysława Świerza widok ze szczytu Krzesanicy „należy do najwspanialszych panoram szczytowych w Tatrach Zachodnich”.
 – czerwony szlak z Doliny Kościeliskiej przebiegający grzbietem Czerwonych Wierchów, a dalej na Kasprowy Wierch i Świnicę. Czas przejścia z Ciemniaka na Kopę Kondracką: 1:05 h, z powrotem 1:15 h.